# Rock en Seine
Rock en Seine est un festival annuel qui a lieu dans le parc de Saint-Cloud aux portes de Paris, au cœur de jardins historiques dessinés par Le Nôtre.

## Historique
En 2003, la première édition se déroule le mercredi 27 août sur deux scènes et avec dix groupes.
En 2004, le festival passe à deux jours et double le nombre de groupes. Le festival s'ouvre à d'autres formes artistiques que la musique avec Rockfolio (exposition photo de Claude Gassian), Rock en Strophes et Rock en Clips.
En 2005, le site du festival s'agrandit afin de permettre l'installation d'une troisième scène, et met en place un camping.
En 2006, l'exposition photo est consacrée à Jean-Baptiste Mondino.
En 2007, le festival s'étend sur trois jours, les 24, 25 et 26 août, et lance son blog.
L'édition 2009 est marquée par l'annulation d'Oasis à cause d'une grosse dispute entre ses membres en coulisse qui entraîne sa dissolution.
En 2011, le festival s'agrandit avec une quatrième scène dans une nouvelle zone qui permet d'augmenter la capacité du festival de 2 000 personnes par jour.
En 2015, le paiement sans contact est une nouveauté proposée par un bracelet « Cashless » de Weezevent.
En 2017, le festival est racheté par l'homme d'affaires Matthieu Pigasse associé à AEG. Sarah Schmitt devient directrice générale de Rock en Seine et succède ainsi à François Missonnier.
En 2020, le festival, qui devait accueillir le groupe Rage Against the Machine en tête d'affiche, est annulé à cause de l'épidémie de la maladie à Coronavirus. Une mini édition est organisée fin août, le Festival des Festivals.
En 2021, la direction du festival est confiée à Matthieu Ducos. Elle n'a une nouvelle fois pas lieu sous sa forme habituelle, mais les organisateurs promettent néanmoins une édition 2022 « exceptionnelle ».
En 2022, la journée de concerts prévue le 30 août a été annulée à la suite de l'annulation de la tournée européenne de Rage Against the Machine. Avec un budget doublé par rapport à 2019 le festival accueille 150 000 spectateurs, néanmoins la mise en place d'espaces réservés aux spectateurs munis de billets plus onéreux suscite la polémique.

## Fréquentation
| Années | Dates             | Festivaliers |
| ------ | ----------------- | ------------ |
| 2003   | 27 août           | 22 000       |
| 2004   | 27-28 août        | 48 000       |
| 2005   | 25-26 août        | 46 000       |
| 2006   | 25-26 août        | 57 000       |
| 2007   | 24-26 août        | 65 000       |
| 2008   | 20, 28 et 29 août | 76 000       |
| 2009   | 28-30 août        | 97 000       |
| 2010   | 27-29 août        | 105 000      |
| 2011   | 26-28 août        | 108 000      |
| 2012   | 24-26 août        | 110 000      |
| 2013   | 23-25 août        | 118 000      |
| 2014   | 22-24 août        | 120 000      |
| 2015   | 28-30 août        | 120 000      |
| 2016   | 26-28 août        | 110 000      |
| 2017   | 25-27 août        | 110 000      |
| 2018   | 24-26 août        | 90 000       |
| 2019   | 23-25 août        | 100 000      |
| 2022   | 25-28 août        | 150 000      |
| 2023   | 23-27 août        | 144 000      |
| 2024   | 21-25 août        | 180 000      |

En 2018, la baisse de fréquentation, 20 000 spectateurs pour un maximum possible de 40 000, est concentrée principalement sur le premier jour qui voit comme tête d'affiche le groupe PNL, ce qui s'explique par l'organisation d'un événement concurrent.

## Les scènes

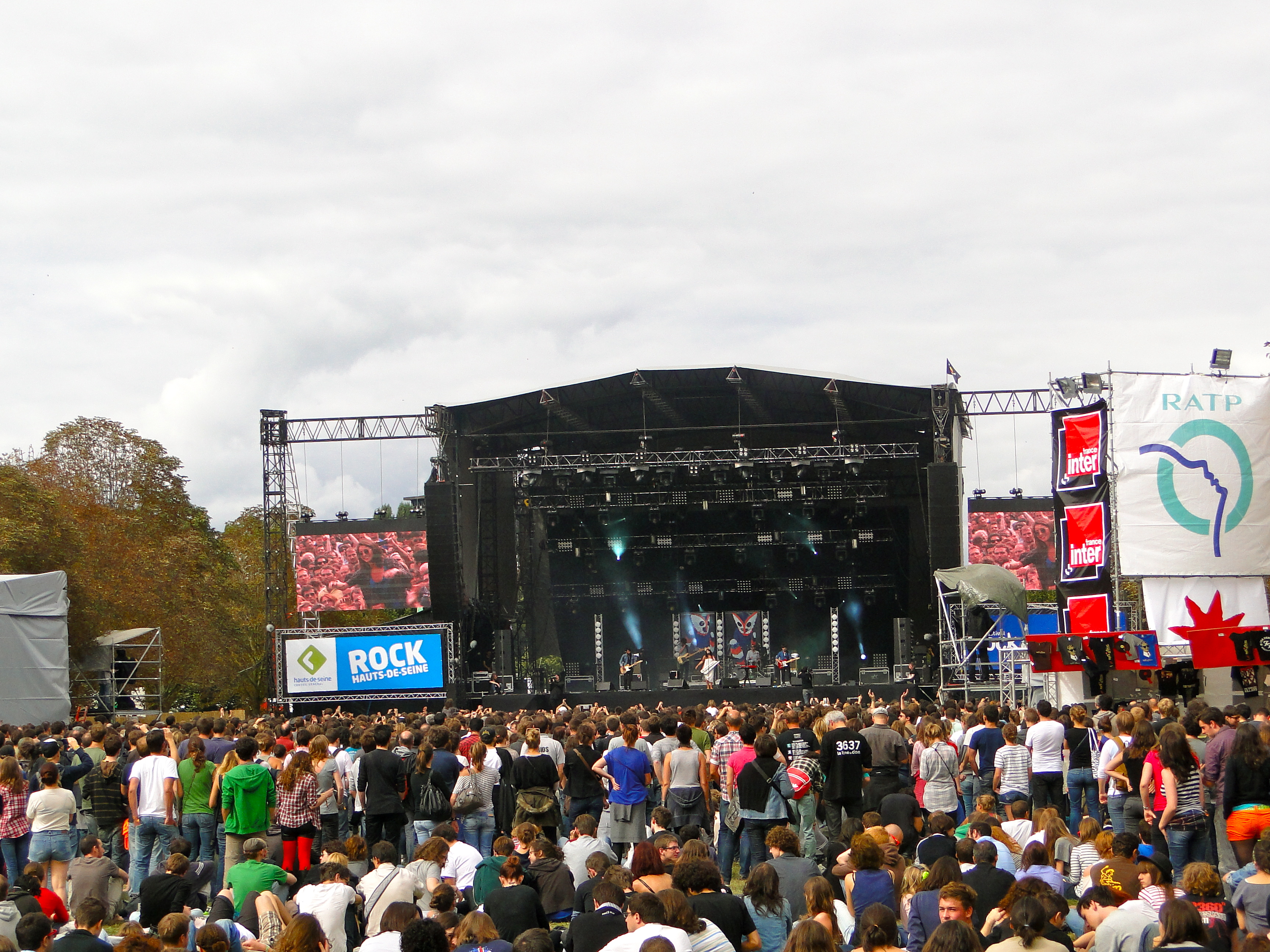
La Scène Cascade photographiée en 2011.

Si, à ses débuts, Rock en Seine comptait deux scènes, et qu'il y en a eu six pendant plusieurs années, il en compte désormais cinq (la scène de l'industrie n'est plus présente depuis l'édition 2022) :
- la grande scène, qui peut accueillir jusqu'à 30 000 spectateurs avec deux écrans géants 16/9 sur ses côtés ;
- la scène de la cascade, avec une capacité maximale de 20 000 spectateurs avec deux écrans géants sur ses côtés ;
- la scène du bosquet ;
- la scène Île-de-France ;
- la scène sponsorisée par Firestone, portant son nom.

## Les «Avant Seine»
En 2005, pour sa troisième édition, et avec le soutien de la région Île-de-France, Rock en Seine a inauguré « Les Avant Seine ». Une sélection de groupes franciliens rejoignent la programmation officielle du festival. L'opération des Avant Seine permet depuis 2005 de mettre un coup de projecteur sur la scène rock francilienne. Chaque année, les six groupes sélectionnés ont pu se produire sur une des scènes du festival et un de leurs titres a été édité sur une compilation diffusée gratuitement à 80 000 exemplaires.

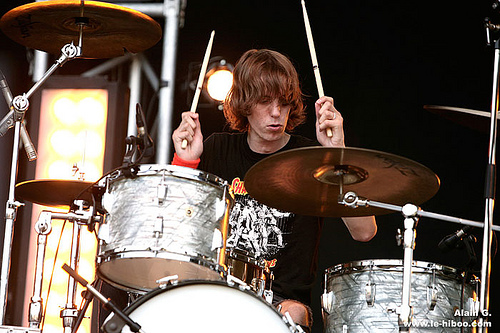
Leo Colson participant au festival en 2008.

- 2005 : Stuck in the Sound[24], Flying Pooh, HushPuppies, Herman Düne, Sayag Jazz Machine, Hopper.
- 2006 : Rhesus, Dead Pop Club, Daddy Longlegs, Neïmo, French Paradoxe, Fancy.
- 2007 : Housse de Racket, Hey Hey My My, Nelson, Pravda, Rodeo Massacre, I Love UFO.
- 2008 : Narrow Terence, Brooklyn, The Latitudz, Molecule, Da Brasilians, Fortune, Leo Colson
- 2009 : Lilly Wood & The Prick, Hindi Zahra, Cheveu, Gush, Jil Is Lucky, The Tatianas.
- 2010 : Success, King of Conspiracy, I Am Un Chien, Quadricolor, Viva & the Diva, Roken is Dodelijk.
- 2011 : Frànçois and The Atlas Mountains, Concrete Knives, The Feeling of Love, Myra Lee, Beat Mark, Birdy Hunt.
- 2012 : Granville, Hyphen Hyphen, The Lanskies[24], Owlle, Yeti Lane, Versus.
- 2013 : FAUVE, Team Ghost, FI/SHE/S, J.C. Satàn, St. Lô, Wall Of Death.
- 2014 : ALB, Dorian Pimpernel, Feu! Chatterton, Jessica93, PEGASE, Petit fantôme.
- 2015 : DBFC, VKNG, Forever Pavot, We Are Match, Jeanne Added, Last Train.
- 2016 : KillASon, O, Adrien Soleiman, Kaviar Special, Maestro, Théo Lawrence & The Hearts.
- 2017 : Inuït, Barbagallo, Fuzzy Vox, Gracy Hopkins, Lysistrata, Therapie Taxi, Rendez-Vous.
- 2018 : Halo Maud, Lord Esperanza, Malik Djoudi, MNNQNS, Terrenoire, The Psychotic Monks[25]
- 2020 : Bandit Bandit, Michelle Blades, Lucie Antunes, Structures, Quinzequinze[26]
- 2021 : Oracle Sisters, Benjamin Epps, Aime Simone, Lulu Van Trapp, November Ultra, Regina Demina[27]
- 2022 : Zaho de Sagazan, Gwendoline, Faux Real, Kids Return, Ottis Cœur, Yoa, Walter Astral, UTO, Quasi Qui, Anna Majidson, HSRS, Ravage Club, Ys[28]
- 2023 : Blumi, En attendant Ana, Bracco, Ditter, Marguerite Thiam, NKA, Théa, Social Dance, The Big Idea, Spoink, Uzi Freyja

## Budget

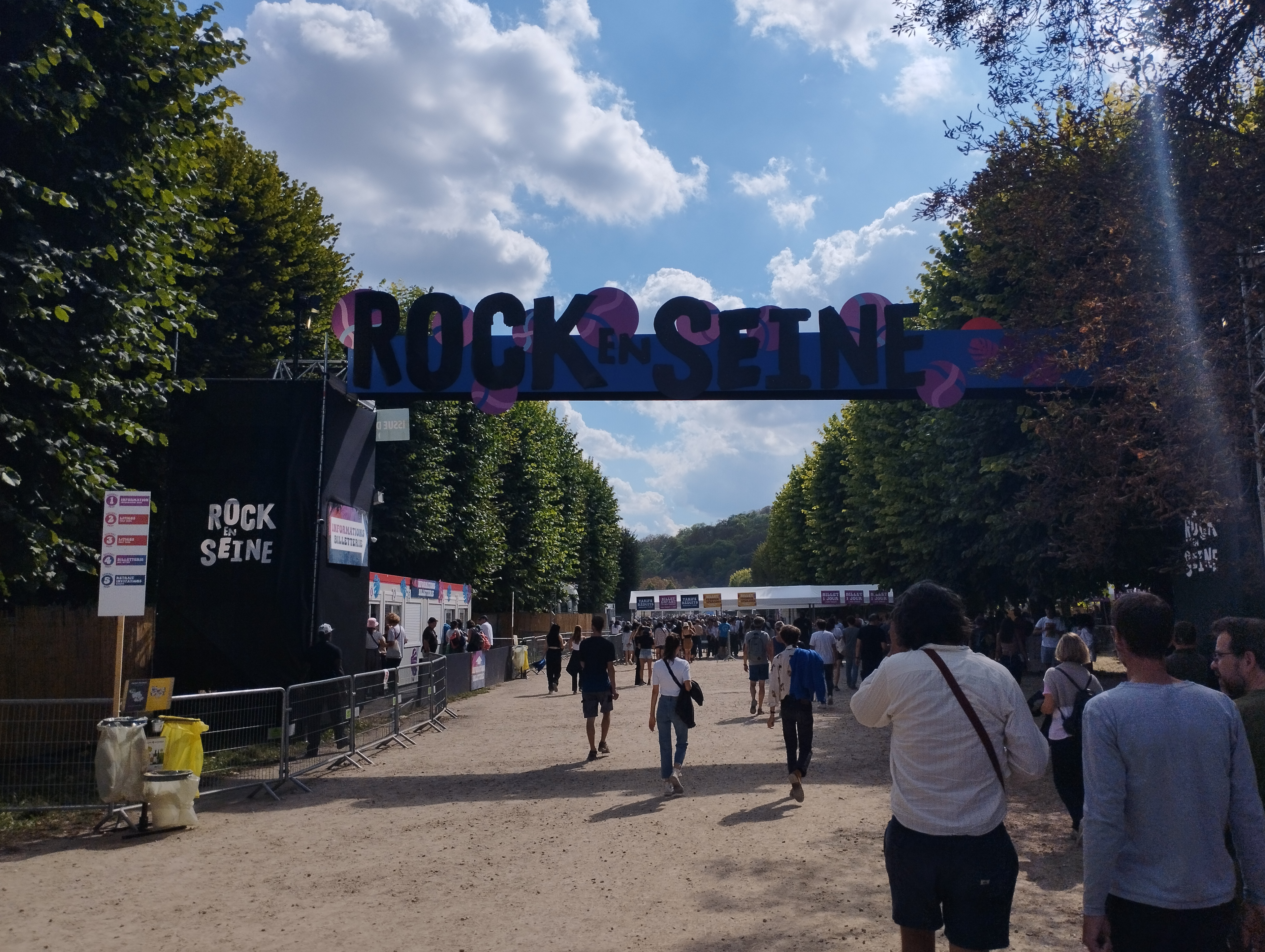
L'entrée principale du festival en aout 2022.

| Années | Budget (€)   |
| ------ | ------------ |
| 2005   | 2,2 millions |
| 2006   | 2,4 millions |
| 2007   | 3,5 millions |
| 2009   | 4,3 millions |
| 2010   | 5 millions   |
| 2013   | 6,5 millions |
| 2019   | 7,5 millions |
| 2022   | 14 millions  |

En 2013, le festival se voit supprimer la subvention des Hauts-de-Seine (265 000 euros en 2012) mais bénéficie toujours du soutien de la région Île-de-France à hauteur de 650 000 euros.
En 2025, le conseil municipal de Saint-Cloud retire sa subvention de 40 000 euros suite au maintien du groupe irlandais Kneecap, du fait de son soutien envers le Hezbollah,.

## Le parc national de Saint-Cloud
Le festival a lieu dans la partie basse du parc du domaine national de Saint-Cloud, un lieu aux portes de Paris, à cinq minutes de la station de métro Boulogne - Pont de Saint-Cloud. Ce site, conçu par Le Nôtre au XVIIe siècle, est le premier jardin à avoir été classé monument historique en 1994. Il propose, sur 460 hectares de verdure, des jardins, une forêt, et un parc composé de bassins, bosquets, cascades et statues qui mènent jusqu'à la Seine.

## Pour approfondir